# Brenda Cowling
Brenda Cowling (Londen, Engeland, 23 april 1925 - aldaar, 2 oktober 2010) was een Brits actrice.
Cowling debuteerde in 1956 in een aflevering van de detectiveserie The Other Man. Gedurende de jaren '60 en '70 speelde ze vele gastrollen in televisieseries, zoals in The Avengers, Dixon of Dock Green, Dad's Army en Fawlty Towers. Ook speelde ze gedurende haar carrière enkele filmrollen, waaronder in Please Sir!, Pink Floyd: The Wall en de Bondfilm Octopussy.
In de jaren '90 vergaarde ze bekendheid dankzij haar rol als Mrs. Blanche Lipton in de comedyserie You Rang, M'Lord?. Vanaf 2005 deed ze door ziekte geen werk meer voor film en tv. Dat jaar deed ze een commercial voor een kredietmaatschappij en speelde ze een gastrol in de serie According to Bex. Ze trok zich terug in verzorgingstehuis voor kleinkunstenaars Denville Hall in Londen, waar ze 2 oktober 2010 overleed.

## Filmografie
- Stage Fright (1950) - Filmdebuut - lomp RADA meisje[1]
- The Other Man Televisieserie - Mrs. Williams (Episode 1.1, 1956)
- ITV Play of the Week Televisieserie - Mrs. Fairley (Afl., Miss Treeves, 1961)
- Dixon of Dock Green Televisieserie - Doris Gray (Afl., Tower of Strength, 1962)
- Z-Cars Televisieserie - Mrs. Evans (Afl., On Watch: Newtown, 1962)
- Outbreak of Murder Televisieserie - Mrs. Ashton (Afl., High Pitch, 1962 - The Long Night, 1962 - Thumb-Print, 1962 - The End of the Hunt, 1962)
- Maigret Televisieserie - Madame Pardon (Afl., A Man Condemned, 1963)
- The Avengers Televisieserie - Masseuse (Afl., The Medicin Men, 1963)
- The Wednesday Play Televisieserie - Gwen (Afl., The Bond, 1965)
- Champion House Televisieserie - Alice Boothroyd (Afl., Sonata for a Solo Fiddle, 1967)
- The Forsythe Saga Televisieserie (1967) - secretaresse van Michael Mont
- Up in the Air (1969) - Lady Pennyweight
- Special Branch Televisieserie - Mrs. Madgwick (Afl., A Date with Leonidas, 1969)
- Z-Cars Televisieserie - Mrs. Penrose (Afl., Special Duty: Part 1, 1969)
- Dixon of Dock Green Televisieserie - Miss Nichols (Afl., The Brimstone Man, 1969)
- The Goodies Televisieserie - Rol onbekend (Afl., Radio Goodies, 1970)
- The Railway Children (1970) - Mrs. Hilda Viney
- Please Sir! (1971) - Mrs. Duffy
- Budgie Televisieserie - Klant in supermarkt (Afl., Brains, 1971)
- The Rivals of Sherlock Holmes Televisieserie - De huishoudster (Afl., Madame Sara, 1971)
- Tom Brown's Schooldays (Mini-serie, 1971) - Ellen
- The Man and the Snake (1972) - Molly
- Young Winston (1972) - Mrs. Dewsnap (Niet op aftiteling)
- Follyfoot Televisieserie - Lady Caroline Beck (Afl., The Awakening, 1972)
- Dad's Army Televisieserie - Mrs. Prentice (Afl., All Is Safely Gathered In, 1972)
- Romany Jones Televisieserie - Betty's moeder (Afl., The More We Are Together, 1973)
- Oh, Father! Televisieserie - Mrs. Rourke (Afl., Angels and Ministers, 1973)
- Carry on Girls (1973) - Hoofdverpleegster
- Good Girl Televisieserie - Gwen Botley (6 afl., 1974)
- The Pallisters Televisieserie - Mrs. Bunce (Episode 1.6, 1974|Episode 1.9, 1974|Episode 1.10, 1974)
- Z-Cars Televisieserie - Mrs. Mulligan (Afl., Have You Seen This Child?, 1974)
- Fawlty Towers Televisieserie - Verpleegster (Afl., The Germans, 1975)
- Carry on Behind (1975) - Echtgenote (Niet op aftiteling)
- Shadows Televisieserie - Kokkin (Afl., Time Out of Mind, 1976)
- Sykes Televisieserie - Zuster (Afl., Lodgers, 1976)
- Angels Televisieserie - Rol onbekend (Afl., Expectations, 1976|Coping, 1976)
- The Black Panther (1977) - Rol onbekend
- Jabberwocky (1977) - Mrs. Fishfinger
- Raffles Televisieserie - Mrs. Van Der Berg (Afl., A Bad Night, 1977)
- The Duchess of Duke Street Televisieserie - Elsie Richards (Afl., Winter Lament, 1977|The Legion of the Living, 1977)
- ITV Playhouse Televisieserie - Mrs. Kelly (Afl., Forty Weeks, 1978)
- International Velvet (1978) - Alice
- The Famous Five Televisieserie - Jenny (Afl., Five Are Together Again: Part 1, 1978)
- Crime Story (Televisiefilm, 1979) - Mrs. White
- Sykes Televisieserie - Molly Pickling (Afl., The Drop-Out, 1979)
- The Old Curiosity Shop (Mini-serie, 1979) - Huurbazin
- Only When I Laugh Televisieserie - Hoofdzuster (Afl., Last Tango, 1980)
- How's Your Father? Televisieserie - Rol onbekend (Afl., The Disco, 1980)
- We, the Accused (Mini-serie, 1980) - Mrs. Briscoll
- Potter Televisieserie - Jane (Afl. onbekend, 1979-1980)
- Shoestring Televisieserie - Mrs. Margaret Billington (Afl., The Mayfly Dance, 1980)
- Hammer House of Horror Televisieserie - Zuster Davies (Afl., The Two Faces of Evil, 1980)
- The Two Faces of Evil (Televisiefilm, 1980) - Zuster Davies
- Nanny Televisieserie - Nanny Roberts (Afl., Innocent Party, 1981)
- Are You Being Served? Televisieserie - Klant (Afl., The Erotic Dreams of Mrs. Slocombe, 1981)
- It Ain't Half Hot Mum Televisieserie - WVS-vrouw (Afl., The Last Roll Call, 1981)
- Stalky & Co. (Mini-serie, 1982) - Moeder Yeo
- Oliver Twist (Televisiefilm, 1982) - Mrs. Bedwin
- Q.E.D. Televisieserie - Rol onbekend (Afl., The 4:10 to Zurich, 1982)
- Pink Floyd: The Wall (1982) - Lerares
- The Agatha Christie Hour Televisieserie - Miss Draper (Afl., The Case of the Middle-Aged Wife, 1982)
- The Ghost Downstairs (Televisiefilm, 1982) - Vrouw in de mist
- The Rainbow Coloured Disco Dancer (Televisiefilm, 1983) - Midwife
- Octopussy (1983) - Schatzi
- Hi-de-Hi! Televisieserie - Aankondiger op station (Afl., Together Again, 1984, stem)
- Hi-de-Hi! Televisieserie - Lady Camper (Afl., Raffles, 1984)
- Lytton's Diary Televisieserie - Klant (Afl., Come Uppance, 1985)
- Oliver Twist (Mini-serie, 1985) - Nursemaid
- Dream Lover (1986) - Hotel Manager
- T-Bag Strikes Again Televisieserie - Bunty Badshot (Afl., Ben and Bunty Badshot, 1986)
- Grange Hill Televisieserie - Winkelier (Episode 9.10, 1986)
- The Charmer (Mini-serie, 1987) - Kamermeid
- The Secret Diary of Adrian Mole Aged 13 3/4 Televisieserie - Hoofdzuster (Afl. onbekend, 1985-1987)
- Have His Carcase (Televisiefilm, 1987) - Mrs. Lundy (Episode 3)
- Hi-de-Hi! Televisieserie - Nora (Afl., Wedding Bells, 1988)
- The Bill Televisieserie - Eigenaresse flat (Afl., The Strong Survive, 1989)
- They Do It with Mirrors (Televisiefilm, 1991) - Mrs. Rodgers
- The Upper Hand Televisieserie - De non (Afl., Tunnel of Love, 1993)
- You Rang, M'Lord? Televisieserie - Mrs. Blanche Lipton (26 afl., 1988-1993)
- The Legacy of Reginald Perrin Televisieserie - Mrs. Wren (Episode 1.4, 1996)
- Casualty Televisieserie - Edith Brown (Afl., Monday, Bloody Monday, 1997)
- Goodnight Sweetheart Televisieserie - Miss Weatherell (Afl., The Bells Are Ringing, 1997)
- Get Real Televisieserie - Buurvrouw (Afl., Hero, 1998)
- Babes in the Wood Televisieserie - Rouwende vrouw (Episode 2.2, 1999)
- Where the Heart Is Televisieserie - Martha (Afl., Friends in Need, 2000)
- Greenfingers (2000) - Klant in boekenwinkel
- Room to Rent (2000) - Vrouw in kerk
- Barbara Televisieserie - Sarah (Afl., Massage, 2000)
- The Bill Televisieserie - Buurvrouw (Afl., 038, 2002)
- The Last Detective Televisieserie - Oude vrouw (Afl., Lofty, 2003)
- Doctors and Nurses Televisieserie - Jean (Afl., Hip Hop, 2004)
- Jonathan Creek Televisieserie - Mrs. Thrimpson (Afl., Gorgons Wood, 2004)
- Murder in Suburbia Televisieserie - Mrs. Kirkman (Episode 1.2, 2004)
- The Legend of the Tamworth Two (Televisiefilm, 2004) - Mrs. Martin
- Holby City Televisieserie - Margaret Archer (Afl., We'll Meet Again, 2004)
- French and Saunders Televisieserie - Rol onbekend (Episode 6.1, 2004|Episode 6.2, 2004|Episode 6.3, 2004)
- Doctors Televisieserie - Betty Harris (Afl., Lest We Forget, 2004)
- According to Bex Televisieserie - Vrouw (Afl., Stuck in the Middle with You, 2005)